# Erebia almangoviae
Erebia almangoviae är en fjärilsart som beskrevs av Otto Staudinger 1895. Erebia almangoviae ingår i släktet Erebia och familjen praktfjärilar. Inga underarter finns listade i Catalogue of Life.